# Tiberiu Ghioane
Tiberiu Ghioane (nascut del 18 de juny de 1981 a Târgu Secuiesc) és un futbolista romanès. Va jugar al Dinamo de Kíiv com a centrecampista central.

## Carrera
- 1999-2000 FC Braşov
- 2000-2001 Rapid Bucureşti
- 2001-2011 Dynamo Kiev

## Títols
Amb el Dinamo de Kíiv:
- Lliga ucraïnesa: 2002–03, 2003–04, 2006–07, 2008-09
- Copa ucraïnesa: 2002-03, 2004-05, 2005-06, 2006-07
- Supercopa d'Ucraïna: 2004, 2006, 2007
- Independent States Cup: 2002